# Der Waldteufel (Tschechow)

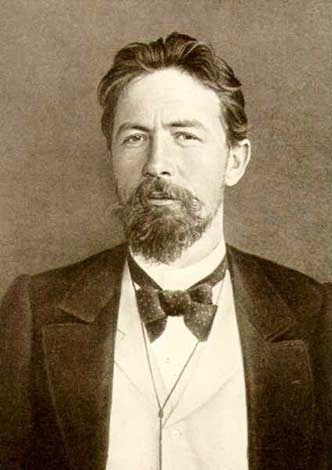
Anton Tschechow

Der Waldteufel, auch Der Waldschrat (russisch Леший, Leschi), ist eine Komödie in vier Akten des russischen Schriftstellers Anton Tschechow. 1889 geschrieben, wurde das Stück am 27. Dezember desselben Jahres im Moskauer Privattheater der Marija Abramowa aufgeführt. 1890 lag der Text in der Moskauer Theaterbibliothek Sergei Fedorowitsch Rassochins im Druck vor. Die deutsche Erstaufführung fand 1958 im Staatstheater Oldenburg statt. Zum 100. Geburtstag Anton Tschechows war 1960 eine Übersetzung von Valerian Tornius im Schauspiel Leipzig erfolgreich.
Die Komödie ging stofflich in den Onkel Wanja ein.

## Überblick
Anton Tschechow bietet ein Happy End im Doppelpack. Die 18-jährige ungebildete, begüterte Julja und der 35-jährige Gutsbesitzerssohn Fjodor kriegen sich. Fjodors künftiger Schwager, der Technologe Leonid Stepanowitsch Sheltuchin, hat seinen Reichtum ohne Studienabschluss erlangt.
Außerdem werden die 20-jährige Professorentochter Sonja und Michail Lwowitsch Chrustschow ein Paar. Letzterer wird der Waldteufel genannt. Denn dieser Ökoaktivist, ein Demokrat mit abgeschlossener medizinischer Hochschulbildung, kämpft gegen die Abholzung des russischen Waldes; möchte ihn für kommende Generationen erhalten.
Sonja ist die Tochter des emeritierten, an Rheuma – oder vielleicht auch Podagra – erkrankten Professors Alexander Wladimirowitsch Serebrjakow aus erster Ehe. Serebrjakow ist in zweiter Ehe mit der 27-jährigen adligen Jelena verheiratet. Das Verhältnis Sonjas zu ihrer ziemlich jungen Stiefmutter ist und bleibt herzlich. Jelena gesteht, sie liebt ihren Gatten nicht und hätte gerne einen jüngeren, gesunden Mann. Obwohl sie den bejahrten Professor einmal verlässt, kehrt sie zu ihm zurück und bleibt ihrem Angetrauten treu. Als sich Fjodor vor seiner Hinwendung zu Julja für Jelena interessiert, wird er von der Professorengattin geohrfeigt.
Die Geheimratswitwe Marja Wassiljewna Woinizkaja, Mutter der ersten Frau des Professors, hat einen Sohn – den 47-jährigen Jegor Petrowitsch Woinizki, George genannt. Die Liebe des ehrlichen, zutiefst unzufriedenen George zu Jelena ist unglücklich. Der Professor, ein Stadtmensch, kommt sich in der russischen Provinz wie ein Verbannter vor. Als er Sonjas Gut verkaufen will, fühlt sich George betrogen; mehr noch – er meint, der Professor, sein schlimmster Feind, habe sein Leben zerstört. George erschießt sich. Der Unglückliche hatte zu Lebzeiten diesen Gutsbesitz fünfundzwanzig Jahre für einen „Bettellohn“ aufopferungsvoll verwaltet.
Differenzen gibt es in dem Stück genug. Zum Beispiel hält Professor Serebrjakow, der sich ein Leben lang im Wesentlichen in Studierzimmern Russlands, Deutschlands und Frankreichs aufgehalten hat, die Bemühungen des Umweltschützers Chrustschow „für Blödsinn und Psychopathie“.
Anton Tschechow, der das Schmähwort Waldteufel in doppeltem Sinne verstanden wissen will, lässt Chrustschow aussprechen: „Sie nennen mich den Waldteufel, meine Herrschaften, aber das trifft doch nicht für mich allein zu, in ihnen allen sitzt so ein Waldteufel, Sie alle irren im finstern Wald umher und tasten sich durchs Leben.“

## Rezeption
- In der FEB wird ausführlicher auf Reaktionen aus dem Jahr 1890 zu dem Stück eingegangen.[6] Zum Beispiel
  - S. W. Flerow-Wassiljew[7] findet am 1. Januar in den Moskowskije Wedomosti das Stück langweilig. Zudem sei die Titelfigur nicht die zentrale Gestalt der Komödie.
  - Der Journalist Nikolai Kitschejew[8] schreibt Anfang Januar in dem Wochenblatt Budilnik, sicherlich sei das Stück frisch und brillant geschrieben, doch es mangele ihm an Handlung. Ein Spiel käme mit solcher gesellschaftskritischer Prosa auf der Bühne eigentlich nicht zustande.
  - Ein anonymer Rezensent spricht im Januar in der Rubrik Theater und Musik der Nowoje wremja die problematische Vermischung oben erwähnter schwerwiegender Gesellschaftskritik mit dem locker-leichten Finden der beiden jungen Paare, gipfelnd in zwei Happy Ends, an.
  - Der Kritiker I. I. Iwanow[9] fragt im Februarheft der Zeitschrift Artist[10]: Müssen zwei ernstzunehmende Anstrengungen in einer Komödie verlacht werden beziehungsweise ist so etwas überhaupt in akzeptable Bühnenhandlung umsetzbar? Gemeint sind die lebenslange Arbeit Professor Serebrjakows im Dienste der Wissenschaft sowie der selbstlose Einsatz der Titelfigur Chrustschow gegen den um sich greifenden Raubbau am Wald.

- Spätere Äußerungen aus selbiger oben genannter Quelle (FEB) sind zum Beispiel:
  - Alexander Semenowitsch Lasarew[11] schreibt am 18. Juli 1904 in der Charkower Zeitung Juschny krai[12], Anton Tschechow habe nach dem Misserfolg des Waldteufels Moskau verlassen.
  - Nikolai Efros[13] räumt 1924 in seinen postum erschienenen Notizen über das Moskauer Künstlerische Theater ein, das Stück hätte ihn nach fünf oder sechs Aufführungen innerlich angerührt. Allerdings habe der Waldteufel die Öffentlichkeit nicht erreicht.

- In neuerer Zeit schreibt Düwel 1964 in seinem Vorwort Anton Tschechow – Leben und Werk auf S. 65–66, das Stück sei von dem Reformer Tolstoi beeinflusst entstanden und somit in der realistischen Aussage abgeschwächt. Zudem hätte die Literaturkritik gegen Ende des 19. Jahrhunderts Tschechows damalige Pionierarbeit auf dramatischem Gebiet nicht erkannt und das Stück als „äußerst lang und ermüdend“ (siehe oben) abgetan.

### Verwendete Ausgabe
- Der Waldteufel. Komödie in vier Akten. Aus dem Russischen übersetzt von Gudrun Düwel. S. 245–342 in: Wolf Düwel (Hrsg.): Anton Tschechow: Der Kirschgarten. Dramen. 719 Seiten. Rütten & Loening, Berlin 1964 (1. Aufl.)

### Sekundärliteratur
- Wolf Düwel: Anton Tschechow – Leben und Werk. S. 5–71 in: Gerhard Dick (Hrsg.): Anton Tschechow: Vom Regen in die Traufe. Kurzgeschichten. Aus dem Russischen übersetzt von Ada Knipper und Gerhard Dick. Mit einem Vorwort von Wolf Düwel. 630 Seiten. Rütten & Loening, Berlin 1964 (1. Aufl.)